# Eubaphe lobula
Eubaphe lobula là một loài bướm đêm trong họ Geometridae.